# Vasō Papandreou
Vasilikī Papandreou, in greco Βασιλική Παπανδρέου?, nota come Vasō (Βάσω) Papandreou (Valimitika, 9 dicembre 1944 – Chalandri, 17 ottobre 2024), è stata una politica greca.

## Biografia
Sin da giovane fu un'attivista per i diritti umani. Durante il governo militare visse all'estero.
Membro del PASOK, di cui era stata tra i cofondatori, fu commissario europeo per l'occupazione e gli affari sociali dal 1989 al 1993. 
Tra il 1996 e il 2004 fu ministro dello sviluppo economico, ministro dell'interno, ministro dell'ambiente, della pianificazione Fisica e dei lavori pubblici. 
Morì a Chalandri il 17 ottobre 2024 all'età di 79 anni.

## Vita privata
Negli anni 70 ebbe una breve relazione con Andreas Papandreou, di cui non era parente. Non si sposò mai e non ebbe figli.